# Hajdu Tibor Vendel
Hajdu Tibor, dr. (teljes nevén Hajdu Tibor Vendel (Pakod, 1858. október 22. – Pannonhalma, 1918. október 21.) pannonhalmi főapát, teológiai doktor.

## Életpályája
Édesapja Hajdú Mihály, édesanyja Czuppon Rozália (1829-1904) volt. 1874. szeptember 8-án lépett be Pannonhalmán a bencés rendbe, ahol 1881. július 26-án szentelték áldozópappá. Tanulmányai utolsó négy évét az innsbrucki egyetemen végezte. Győrszentmártoni hitoktatóként egy évig működött, majd 1882 és 1906 között a pannonhalmi főiskola tanára, 1885 és 1894 között konventjegyző is. 1906-tól főmonostori perjel, egyúttal főiskolai igazgató az 1910-ben történt főapáttá választásáig.

## Művei
- Lélektan és gondolkodástan középiskolai használatra (Bpest, 1894)
- Erkölcsi tökéletesedéstan (Győr, 1906)

## Emlékezete

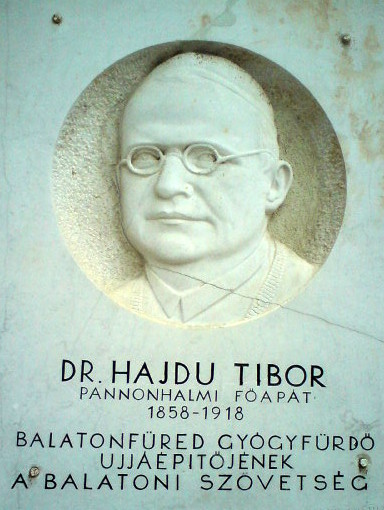
Emléktáblája a balatonfüredi Állami Szívkórház falán

A balatonfüredi Állami Szívkórház falán emléktábla őrzi emlékét.